# 기경옥
기경옥(奇敬玉, 1956년 10월 21일~ )은 대한민국의 성우이다. 1976년 MBC 7기 공채 성우로 데뷔하였다. 현재는 MBC 아카데미 방송학부에서 교수를 맡고 있다.

## 출연 작품

### 애니메이션
- 꼬마 마법사 레미 (MBC) - 보라
- 꼬마신랑 쿵도령 (KBS) - 고모
- 눈의 여왕 (애니원) - 눈의 여왕
- 다카하시 루미코 극장 - 인어의 숲 (애니원) - 이사고
- 닥터 슬럼프 (MBC) - 왕소룡 엄마
- 도전자 허리케인 (MBC) - 수잔
- 로봇수사대 K캅스 (MBC) - 레지나
- 마법의 술 (애니원) - 노아
- 말괄량이 뱁스 (MBC) - 셜리
- 먹티와 잼잼 (MBC) - 오징어
- 못 말리는 푸치니 (MBC) - 웬디
- 바빌론 수호자 (투니버스) - 미령
- 보글보글 쿡 (MBC) - 쿠미
- 보글쿡 원정대 (MBC) - 쿠미
- 보츠마스터 (MBC) - 레이디 프렌지
- 빨간망토 차차 (MBC) - 차차
- 사랑의 마법극장 - 악마와 천사 (애니원) - 혜미
- 사랑의 천사 웨딩피치 (SBS) - 노이즈
- 소공녀 세라 (MBC) - 아멘가드
- 신비의 세계 엘하자드 (SBS) - 룬 비너스 공주
- 신비한 모험의 나라 (MBC) - 엄마
- 아빠 어릴 적엔 (MBC)
- 알프스 소녀 안네트 (MBC) - 안네트
- 에그보이 코루 (MBC)
- 요술공주 밍키 (SBS) - 메어리
- 우주 불새 (MBC) - 레나
- 윈디 테일즈 (애니맥스) - 류키오
- 유모는 미이라 (어린이TV) - 나일
- 은하철도 999 (MBC) - 크레아
- 이겨라 승리호 (SBS) - 도라
- 이상한 나라의 앨리스 (어린이TV) - 앨리스
- 작은 아씨들 (MBC) - 베스
- 장금이의 꿈 (MBC) - 여집사
- 장독대 (MBC) - 난실
- 잭과 콩나무 (애니박스) - 엄마
- 천사소녀 새롬이 (MBC) - 아롬이
- 태권동자 마루치 아라치 (MBC) - 옥이
- 태양소년 에스테반 (MBC) - 시아
- 톰 소여의 모험 (MBC) - 메리
- 파이팅! 대운동회 (SBS) - 안나 레스피기
- 펭킹 라이킹 (MBC) - 으악새
- 푸치니와 별난가족 (어린이TV) - 엄마
- 프린세스 츄츄 (애니원) - 해설
- 피치피치핏치 (챔프) - 할머니
- 하트캐치 프리큐어! (챔프) - 문채희
- 헌터X헌터 (애니원) - 센리츠
  - 헌터X헌터 OVA (애니박스) - 센리츠

### 영화
- 007 네버 다이 (MBC) - 패리스 카버(테리 해처)
- 4월 이야기 (MBC) - 우츠키의 엄마(후지마 노리코)
- 800 블렛 (SBS) - 하신타(아네 가바레인)
- 가위손 (MBC) - 에스머랄다(오-랜 존스)
- 거울의 방 (MBC) - 왕자비
- 죽기 아니면 까무러치기 (SBS)
- 고스트 앤 다크니스 (MBC)
- 나의 그리스식 웨딩 (SBS) - 아데나 (사라 오스만)
- 나인 야드 (MBC) - 신시아 (나타샤 헨스트리지)
- 나 홀로 집에 3 (SBS) - 캐런(해빌랜드 모리스)
- 네버 엔딩 스토리 2 (MBC)
- 뉴문 (MBC)
- 다크 시티 (MBC)
- 다크 하프 (SBS) - 애니 (첼시 필드)
- 더 퀸 (MBC)
- 독고구검 (MBC) - 장안공주 (리자신)
- 동방불패 (MBC) - 임영영 (관지림)
- 드라큘라 (MBC) - 루시 워스턴라 (새디 프로스트)
- 디 아워스 (MBC) - 로라 브라운 (줄리앤 무어)
- 라스트 사무라이 (SBS) - 미국인
- 러시아워 3 (SBS) - 암살범(유키 쿠도)
- 레드 플래닛 (SBS) - 여성(제시카 모던)
- 레옹 (SBS) - 마틸다의 엄마(엘런 그린)
- 로보캅 2(SBS) - 앤지(게일린 조지)
- 록키 5 (MBC)
- 리크루트 (MBC) - 레이라 무어 (브리짓 모이나한)
- 리플리컨트 (SBS)
- 마더 테레사 (MBC)
- 마틴 기어의 귀향 (SBS) - 길메트 (발레리 채싱노)
- 마틴 쉰의 유죄추정 (SBS)
- 매그놀리아 (SBS)
- 맥시멈 리스크 (SBS)
- 메리에겐 뭔가 특별한 것이 있다 (MBC) - 메리 엄마 (마키 포스트)
- 모험왕 (MBC) - 여풍
- 미시시피 버닝 (MBC)
- 바비 (MBC) - 버지니아 폴론 (데미 무어) / 렌카(스벳라나 멧키나)
- 바이센테니얼 맨 (SBS) - 아만다 마틴 (엠베스 데이비츠)
- 바텔 (SBS)
- 뱀파이어의 환생 (MBC) - 인젤리크 (매리엄 다보)
- 볼케이노 (MBC)
- 북경의 55일 (SBS)
- 분노의 목격자 (SBS)
- 비욘드 사일런스 (MBC) - 클라리사 (쥐빌레 카노니카)
- 빅 마마 하우스 (SBS) - 날씬한 패터슨 (제시 메이 홈즈)
- 사관과 신사 (MBC)
- 사랑의 기쁨 (MBC)
- 사랑의 용기 (SBS)
- 사랑이 머무는 곳에 (MBC) - 방송사 직원(캐롤 윌리엄스)
- 세상에서 가장 슬픈 유혹 (SBS)
- 세컨핸드 라이온스 (MBC)
- 솔드 아웃 (SBS) - 리즈 (리타 윌슨)
- 수퍼캅 (SBS) - 수지(로라 젬서)
- 쉬즈 더 맨 (MBC) -엄마(줄리 해거티)
- 스위트 노벰버 (SBS)
- 스타 트렉 9: 최후의 반격 (MBC) - 크러셔 (게이츠 맥패든)
- 스터 오브 에코 (MBC) - 이브 (캐스린 에브)
- 스튜어트 리틀 (MBC) - 키퍼 (줄리아 스위니)
- 스피드 (SBS) - 헬렌(베스 그랜트) / 바텐더(샌디 마틴)
- 신영웅본색 (SBS)
- 신투첩영 (SBS)
- 썬더볼트 (SBS) - 경기 중계 해설(황지화)
- 쓰리 (SBS) - 하얼 / 위의 아내 (원려기)
- 아담스 패밀리 (MBC) - 마가렛 (데이너 아이비)
  - 아담스 패밀리 2 (MBC)
- 아스테릭스 (SBS)
- 아이 엠 샘 (MBC)
- 아일랜드 (SBS) - 조산사(스베틀라나 아프레모바)
- 안토니아스 라인 (MBC)
- 애니 기븐 선데이 (SBS)
- 에볼루션 (SBS)
- 연인 (MBC)
- 예수라 불리는 아이 (SBS) - 막달레나(수잔나 마틴코바)
- 와사비 (SBS) - 소피아(카롤 부케)
- 오스틴 파워 (SBS) - 파비시나(민디 스테어링)
- 위대한 사랑 (SBS)
- 위험한 정사 (MBC)
- 육지금마 (SBS) - 화청하(정상)
- 인디펜던스 데이 (SBS) - 영부인 (메리 맥도넬)
- 중안조 (MBC) - 왕일비의 아내(구양패산)
- 중앙역 (MBC) - 아나 (소이라 리라)
- 쥬라기 공원 2: 잃어버린 세계 (SBS)
- 철도원 (MBC) - 사토 시즈에 (오타케 시노부)
- 카피캣 (MBC) - M.J. 모나한 (홀리 헌터)
- 콜드 마운틴 (MBC)
- 크로우 (SBS) - 사라 (로쉘 데이비스)
- 클루리스 (MBC) - 타이 (브리트니 머피)
- 키스 더 걸 (MBC)
- 탄생 (MBC) - 클라라 (앤 헤이시)
- 트와일라잇 (MBC)
- 파고 (MBC) - 제리 부인 (크리스틴 러드러드)
- 판타스틱 소녀 백서 (MBC) - 로버타 (일리나 더글러스)
- 패트리어트 게임 (MBC) - 캐시 라이언 (앤 아처)
- 퍼펙트 스톰 (SBS) - 데브라 머피 (멜 케네디)
- 페리스의 해방(MBC) - 지니(제니퍼 그레이)
- 폴리스 스토리 3 (MBC)
- 풀 프루프 (SBS) - 사무실 직원
- 프랭키와 쟈니 (MBC) - 코라 (케이트 넬리건)
- 피아노 (MBC) - 에이다 (홀리 헌터)
- 하늘과 땅 (MBC) - 집주인의 아내(저혜하) / 스티브의 엄마(데비 레이놀즈)
- 하우스 어레스트 (SBS) - 그웨나
- 히 러브스 미 (MBC)
- U-571 (SBS) - 함장의 아내(레베카 틸니)

### 외화
- 24 (MBC) - 모린
- 꽃보다 남자 (MBC) - 위 집사
- 신! 천사들의 합창 (어린이TV) - 루삐따 선생님
- CSI 과학수사대 (MBC)
  - CSI 뉴욕 (MBC) - 타냐 댄빌 (레슬리 케이)
  - CSI 마이애미 (MBC) - 사만다 오웬스 (테일러 콜)

### 내레이션
- 인도의 느림보곰 (NGC)